# Lapthe Flora
Lapthe Chau Flora (Tiếng Việt: Châu Lập Thể) là một sĩ quan người Mỹ gốc Việt của Quân đội Hoa Kỳ. Ông là chuẩn tướng, chỉ huy trưởng Lữ đoàn Vệ Binh Quốc gia Virgina số 91, căn cứ đóng quân tại Bowling Green, Virginia. Ông Châu Lập Thể từng là một người tị nạn, sau đó được một gia đình người Mỹ nhận làm con nuôi. Lapthe Chau Flora là người Mỹ gốc Việt thứ hai, sau ông Lương Xuân Việt, mang quân hàm tướng trong Quân đội Hoa Kỳ và là thuyền nhân gốc Việt đầu tiên được thăng cấp tướng trong lịch sử của quân đội Hoa Kỳ.